# 薛晓路
薛晓路（1970年2月14日—），北京市人，中国大陸女性电影导演、编剧，北京电影学院副教授、硕士生导师。

## 生平
薛晓路出生于中国北京，1993年北京电影学院文学系毕业，主修剧本写作及电影理论获授文学系硕士学位。她於1998至2002年期间任中央电视台科教节目制作中心编导，之后进入北京电影学院文学系任教师。
2007年加入中国作家协会。她目前还是中国电影家协会、中国电视家协会、中国电影文学学会会员。
2010年编剧并执导的以自闭症和父子关系为题材的导演处女作《海洋天堂》获得了多个编剧奖。
2013年她编剧、导演的《北京遇上西雅图》蝉联中国大陆四周票房冠軍，最终票房为5.2亿元人民币，成为内地影史上最卖座的爱情电影。

## 作品

### 电影
| 上映年度 | 电影名                   | 职务       |
| -------- | ------------------------ | ---------- |
| 1995年   | 和爱一起长大             | 编剧       |
| 2002年   | 和你在一起               | 编剧       |
| 2003年   | 夺子                     | 编剧       |
| 2005年   | 秋雨                     | 编剧       |
| 2010年   | 海洋天堂                 | 导演、编剧 |
| 2013年   | 北京遇上西雅图           | 导演、编剧 |
| 2016年   | 北京遇上西雅圖之不二情書 | 导演、编剧 |
| 2019年   | 我和我的祖国(單元:回歸)  | 导演、编剧 |
| 2019年   | 吹哨人                   | 导演       |
| 2021年   | 穿过寒冬拥抱你           | 导演       |

### 电视剧
- 《不要和陌生人说话》 编剧 [4]
- 《天堂鸟》 编剧
- 《你在微笑我却哭了》编剧
- 《让爱作主》 剧本策划
- 《浮华背后》 剧本策划
- 2015年《守婚如玉》编剧
- 2015年《映山紅》编剧
- 待播《北京遇上西雅图》编剧并总监制
- 待播《在不安的世界安静的活》总编剧并总导演

## 荣誉
- 2010年，上海电影节优秀国产新片展映电影频道单元最佳新人导演奖《海洋天堂》[5]
- 2011年，2010年中国电影导演协会年度表彰大会年度编剧奖《海洋天堂》
- 2011年，第14届中国电影华表奖优秀新人编剧奖《海洋天堂》
- 2013年，第10届华鼎奖中国最佳新锐导演《北京遇上西雅图》
- 2013年，第5届万象国际华语电影节最佳编剧和最佳导演奖《北京遇上西雅图》[6]
- 2023年，第18届中国电影华表奖优秀导演奖《我和我的祖国》